# Moneyball
Moneyball er en amerikansk biografisk sportsdramafilm instrueret af Bennett Miller og distribueret af Columbia Pictures. Filmen er baseret på Michael Lewis' roman af samme navn, der handler om baseballholdet Oakland Athletics' sæson i 2002, og deres sportsdirektør, Billy Beanes, forsøg på at danne et konkurrencedygtigt hold. Columbia Pictures købte rettighederne til Lewis' bog i 2004. Efter nogle års produktion, blev filmen vist ved Toronto Film Festival i 2011, og fik premiere i USA 23. september. Filmen var nomineret til 6 Oscars ved Oscaruddelingen 2012.

## Produktion
Stan Chervin udarbejdede de første uddrag til manuskriptet efter Columbia Pictures købte rettighederne til Lewis' bog i 2004. Da Brad Pitt begyndte at deltage i projektet i 2007, trak Chervin sig. Steve Zaillian blev hyret til at skrive det andet manuskript, og David Frankel blev ansat som instruktør. Frankel blev efterfølgende udskiftet med Steven Soderbergh.
19. juni 2009, få dage før indspilningen skulle begynde, udsatte Sony filmen. Zaillian og Soderberghs planer for filmen, indeholdt elementer der blev regnet for utraditionelle for sportsfilm, som for eksempel interviews med virkelige spillere. Soderbergh blev sagt op, og blev erstattet med Bennett Miller. Aaron Sorkin blev ansat til at skrive et tredje version af manuskriptet.
Indspilningen begyndte i juli 2010. Indspilningen fandt steder flere steder inklusiv Fenway Park, Oakland-Alameda Coliseum, Dodger Stadium og Blair Field. Studieoptagelserne blev foretaget i Sony's Culver City studios.

## Medvirkende
- Brad Pitt som Billy Beane
- Jonah Hill som Peter Brand
- Robin Wright som Sharon
- Philip Seymour Hoffman som Art Howe
- Chris Pratt som Scott Hatteberg
- Kathryn Morris som Tara Beane
- Glenn Morshower som Hopkins
- Tammy Blanchard som Elizabeth Hatteberg
- Stephen Bishop som David Justice
- Kerris Dorsey som Casey Beane

## Modtagelse
Moneyball fik næsten kun positive anmeldelser. Robbie Collin fra The Daily Telegraph gav filmen 4 ud af fem stjerner, og sagde om filmen at "den ikke er i overenstemmelse med de fine Drama- og ... sportsfilmsskabeloner, men den er en gennemført, omfavnenede intelligent film, der scorer point på alle fronter.".. Lisa Brygger gav filmen 5 ud af 6 stjerner i MetroXpress, og sagde at "Moneyball lyder smart og frækt, men det er et sobert drama bygget adstadigt op og med elegant fornemmelse for timing." Filmland på P1 gav filmen 4 ud af 6 stjerner, og sagde at "Moneyball ender som et begavet og effektivt drama. Selvom 'Moneyball' i bund og grund er et stykke virkelighed, der kæmper alt for hårdt for at overgå fantasien."

## Eksterne Henvisninger
- Moneyball på Internet Movie Database (engelsk)
- Moneyball på Filmdatabasen
- Moneyball på Scope
- Moneyball i Svensk Filmdatabas (svensk)
- Moneyball på AlloCiné (fransk)
- Moneyball på MovieMeter (nederlandsk)
- Moneyball på AllMovie (engelsk)
- Moneyball hos American Film Institute (engelsk)
- Moneyballs profil hos Encyclopædia Britannica Online (engelsk)
- Moneyball på Turner Classic Movies (engelsk)